# Apustis sabulosa
Apustis sabulosa là một loài bướm đêm trong họ Noctuidae.